# 오그레구

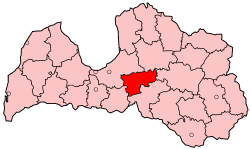
오그레 구의 위치

오그레구(라트비아어: Ogres rajons)는 라트비아 중부에 있던 구로 행정 중심지는 오그레이며 면적은 1,843km2, 인구는 63,027명(2002년 기준), 인구 밀도는 34.2명/km2이다. 4개 시와 16개 교구를 관할했으며 2009년에 실시된 행정 구역 개편에 따라 폐지되었다. 리가 구와 바우스카 구, 체시스 구, 아이스크라우클레 구, 마도나 구와 인접해 있었다.